# Dąbrowa (Starachowice)
Pour les articles homonymes, voir Dąbrowa.
Dąbrowa est une localité polonaise de la voïvodie de Sainte-Croix et du powiat de Starachowice.

## Géographie

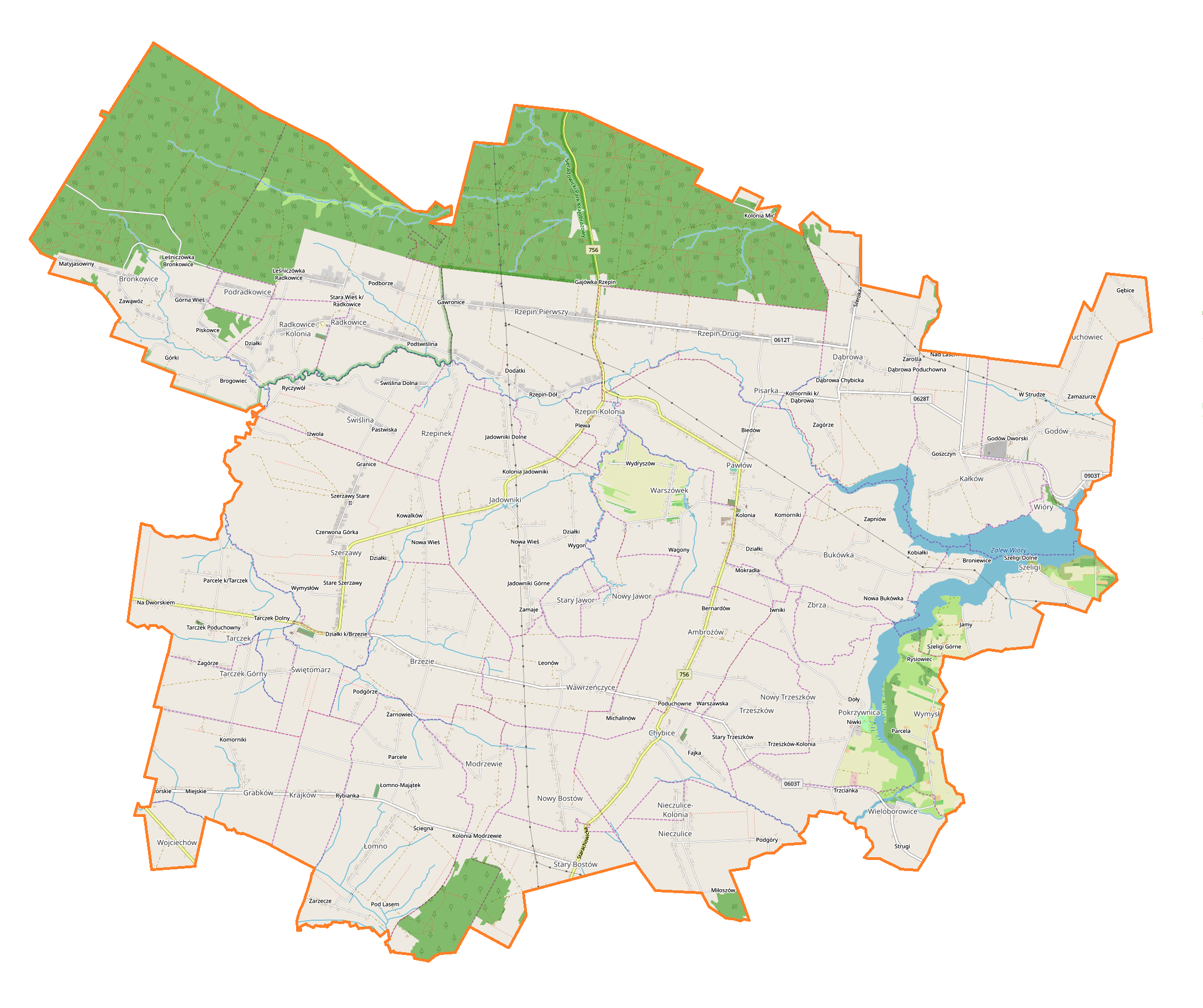
Carte de la gmina de Pawłów.